# Augusta National Golf Club

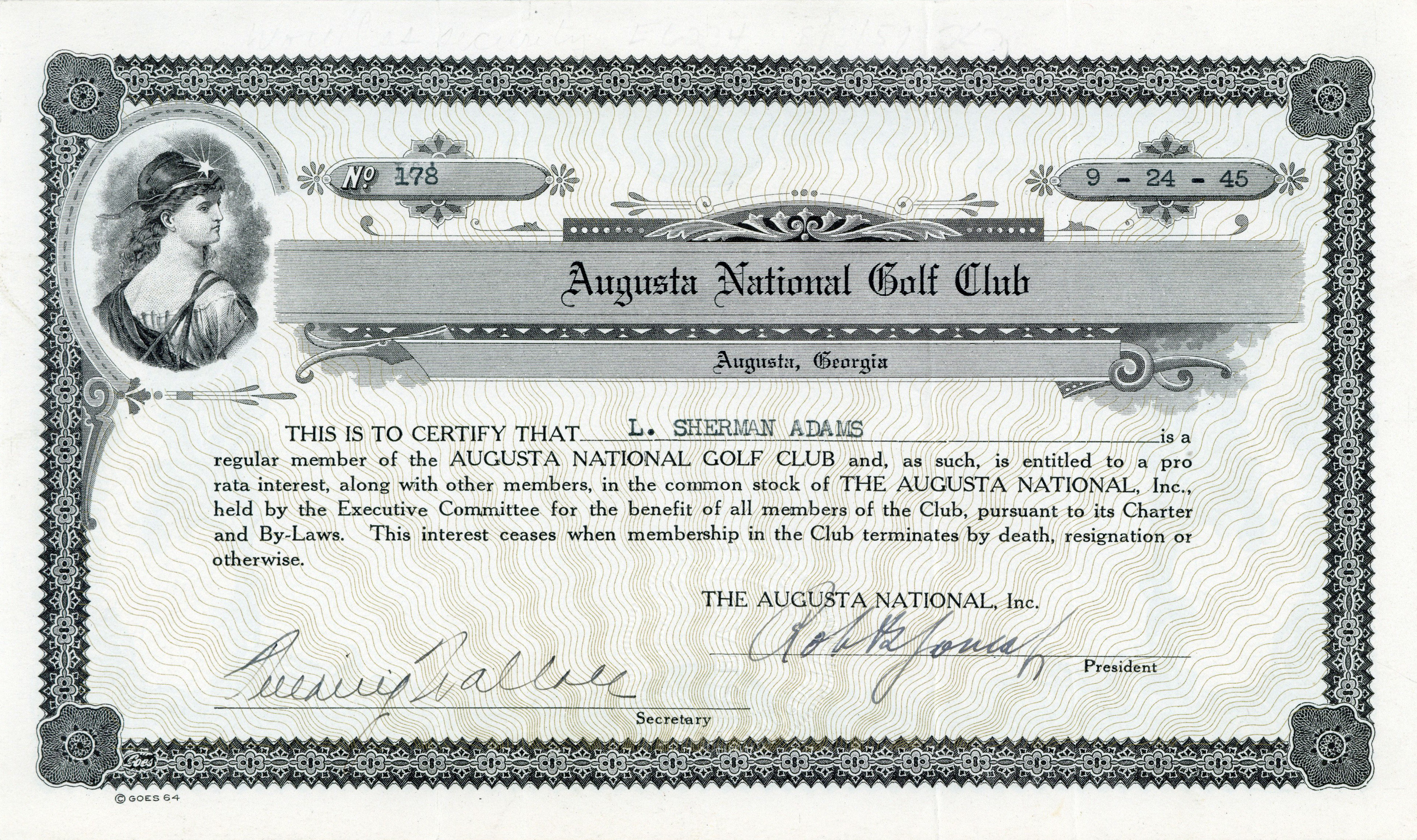
Action de l'Augusta National Golf Club, émise le 24 septembre 1945, au nom de L. Sherman Adams, chef d'État-Major du président Dwight D. Eisenhower, signée de la main de Bobby Jones en tant que président

L'Augusta National Golf Club, un club de golf privé situé à Augusta, Géorgie, États-Unis, est un des plus célèbres et sélects clubs de golf du monde et est considéré comme le chef-d’œuvre de Bobby Jones.  On y joue chaque année le Masters.

## Aperçu
Augusta est souvent considéré comme le parcours préféré sur le circuit par les fans de golf américains. Comme le Masters s’y tient chaque année, les téléspectateurs ont la possibilité de se familiariser avec le parcours, ce qui n’est pas le cas pour les autres tournois majeurs qui se jouent chaque année sur des parcours différents en vertu d’un principe d’alternance.
Le parcours est également renommé pour sa beauté. Comme le Masters se joue au début du printemps, les arbres et les buissons qui bordent le parcours sont en pleine floraison au moment de la compétition, ce qui ajoute encore au cachet particulier dont jouit l’endroit.  Chaque trou du parcours porte le nom de l’arbre ou de l’arbuste auquel il a été associé.
| Trou # | Nom                                              | Par | Distance mètres (yards) | Difficulté . |
| 1      | Olivier odorant (Tea Olive)                      | 4   | 416 (455)               | 4            |
| 2      | Cornouiller rose (Pink Dogwood)                  | 5   | 526 (575)               | 16           |
| 3      | Pêcher en fleurs (Flowering Peach)               | 4   | 320 (350)               | 14           |
| 4      | Pommier sauvage en fleurs (Flowering Crab Apple) | 3   | 219 (240)               | 2            |
| 5      | Magnolia (Magnolia)                              | 4   | 416 (455)               | 8            |
| 6      | Genévrier (Juniper)                              | 3   | 180 (165)               | 10           |
| 7      | Pampas (Pampas)                                  | 4   | 411 (450)               | 3            |
| 8      | Jasmin Jaune (Yellow Jasmine)                    | 5   | 521 (570)               | 15           |
| 9      | Cerisier de Caroline (Carolina Cherry)           | 4   | 421 (460)               | 10           |
| 10     | Camellia (Camellia)                              | 4   | 453 (495)               | 6            |
| 11     | Cornouiller blanc (White Dogwood)                | 4   | 462 (505)               | 1            |
| 12     | Clochette d'or (Golden Bell)                     | 3   | 142 (155)               | 9            |
| 13     | Azalée (Azalea)                                  | 5   | 466 (510)               | 18           |
| 14     | Sapin chinois (Chinese Fir)                      | 4   | 402 (440)               | 12           |
| 15     | Buisson ardent (Firethorn)                       | 5   | 485 (530)               | 17           |
| 16     | Arbre de Judée (Redbud)                          | 3   | 155 (170)               | 13           |
| 17     | Nandina domestica (Nandina)                      | 4   | 402 (440)               | 7            |
| 18     | Houx (Holly)                                     | 4   | 425 (465)               | 5            |

Contrairement à la plupart des autres parcours de golf publics ou privés aux États-Unis, Augusta National n’a apparemment jamais fait d’objet d’une cotation. Au cours du Masters de 1990, une équipe de juges de la USGA a évalué la difficulté du parcours à la demande du magazine Golf Digest et lui a donné une cotation de 76,2 et un « slope » de 148.

## Amen Corner
Les 11e, 12e et 13e trous du parcours ont été surnommés l'« Amen Corner » par l’auteur Herbert Warren Wind dans un article paru en 1958 dans Sports Illustrated.  Cherchant un nom pour un secteur du parcours où des faits décisifs s’étaient produits cette année-là, il s’inspira du nom d’un vieux morceau de jazz « Shouting at Amen Corner » créé par un groupe sous la direction de Milton Mezzrow.
En 1958, Arnold Palmer parvint à prendre le meilleur sur Ken Venturi pour revêtir la veste verte grâce à des sauvetages héroïques sur l’Amen Corner. Il a également été le théâtre d’autres grands moments du Masters tels que les eagles réalisés par Byron Nelson aux 12 et 13 en 1937, ou la récupération d’une balle dans l’eau au 12 qui valut à Sam Snead de remporter le tournoi en 1949.
Lors du Masters 2016 Jordan Spieth, alors en tête du tournoi avec un coup d'avance, y perd la compétition après avoir mis deux balles dans l'eau au trou no 12 qu'il termine en quatre coups au-dessus du par. Il ne parvient pas ensuite à refaire son retard sur Danny Willett qui remporte le tournoi avec trois coups d'avance.

## Critiques des modifications apportées au parcours
À un certain moment, Augusta National a pu être considéré comme un des deux ou trois golfs les plus innovants du golf américain en matière d’architecture de parcours. Le petit nombre de bunkers et la largeur de ses fairways offraient un contraste frappant avec la plupart des dessins pénalisants que l’on rencontrait sur la plupart des parcours en vogue à l’époque. Néanmoins, les changements apportés par plusieurs architectes de parcours différents, qui comprennent l’ajout de nouveaux bunkers, la réduction de la taille des greens et la mise en place d’arbres et de rough, ont éloigné le parcours du modèle qui avait inspiré Bobby Jones et MacKenzie, à savoir St Andrews en Écosse.

## Points de repère

### Le Grand Chêne
Le « Grand Chêne » se trouve sur le parcours à proximité du club-house et est vieux d’environ 145 à 150 ans. Il a été planté aux environs de 1850.

### L’arbre d’Eisenhower
Il s’agit d’un pinus taeda situé sur le 17e trou, à environ 190 mètres du tertre de départ du Masters.  Le Président Dwight D. Eisenhower, un membre du club, avait envoyé sa balle si souvent dans l’arbre qu’à l’assemblée des membres de 1956, il avait proposé qu’on l’abatte.  Désireux de ne pas chagriner le Président des États-Unis, le président du club, Clifford Roberts, avait immédiatement et diplomatiquement ajourné la réunion plutôt que de rejeter la requête sans autre forme de procès. En raison de dégâts irréversibles provoqués par une tempête de neige et de glace, il a dû être enlevé en février 2014. Néanmoins, un tableau en salle de presse rappelle cet arbre.

### LeRae’s Creek
Le Rae’s Creek est un ruisseau qui serpente dans la partie Sud-est du domaine d’Augusta National. Il passe à l’arrière du green du trou no 11, devant le green du no 12 et devant le départ du no 13.

## Caractéristiques architecturales

### Le nid des corbeaux (Crow’s Nest)
Il s’agit d’un bâtiment mis à la disposition des amateurs qui souhaitent obtenir de l’hébergement pendant le tournoi du Masters. Le Crow’s Nest permet d’héberger jusqu’à cinq personnes. Pour y accéder, les golfeurs doivent gravir une étroite volée de marches. Quand ils en redescendent, ils doivent veiller à ne pas entrer à gauche dans le Vestiaire des Champions.

### La Cabane d’Eisenhower (Eisenhower Cabin)
Une des dix cabanes situées sur le domaine d’Augusta National, elle fut construite par l’association des membres du club au profit du membre Dwight D. Eisenhower après son élection au poste de Président des États-Unis. La cabane fut construite selon les directives de sécurité du Secret Service, qui est en fait l'agence chargée de la protection et de la sécurité du Président, et est décorée d’un aigle situé au-dessus de la porte principale.

### Le Cercle des Fondateurs
Un mémorial situé en face du club house, au bout de l’allée des Magnolias. Les plaques commémoratives honorent la mémoire de Bobby Jones et Clifford Roberts.

### Le Pont Ben Hogan
Un pont jeté au-dessus du Rae’s Creek permet de passer du fairway du trou 12 à son green. Il est construit en pierres et recouvert de gazon artificiel. Le pont fut dédié à Ben Hogan en 1958 pour commémorer son score de 274 « strokes » sur 72 trous cinq ans plus tôt, ce qui constituait à l’époque le record du tournoi.

### L’allée des Magnolias
Il s'agit du principal chemin d’accès au club, qui va de Washington Road jusqu’au clubhouse du parcours et est appelé Magnolia Lane en anglais. L’allée était bordée des deux côtés de soixante et un magnolias, chacun issu de graines plantées par la famille Berckmans – propriétaire originel du domaine où se trouve désormais le parcours – dans les années 1850. L'un des arbres fut toutefois déraciné au cours d'une tempête lors du Masters de 2011 et le chemin n'en compte plus que soixante. L’allée est longue de 330 mètres et a été pavée en 1947.

### Nelson Bridge
Un pont de pierre sur le Rae’s Creek permet de passer du tertre de départ du trou no 13 vers son allée. En 1958, il a été dédié à Byron Nelson en honneur de ses exploits lors du Masters de 1937.

### La Fontaine du Par Trois
La fontaine est située près du premier départ du parcours par 3 (en fait un pitch and putt). La fontaine porte une liste des vainqueurs du concours de par 3, qui commence avec la victoire de Sam Snead en 1960.

### La fontaine des records
La fontaine des records a été construite pour célébrer le 25e anniversaire du Masters. Située à gauche du départ du no 17, elle porte les records du parcours et les noms des vainqueurs du tournoi du Masters.

### Le pont Sarazen
C’est un pont qui franchit l’étang qui sépare le fairway du 15 de son green. Construit en pierre, il rappelle le mémorable Albatros (en l'espèce, deux coups pour un par 5 soit trois coups sous le par) réalisé par Gene Sarazen sur ce trou au cours du tournoi de 1935 et grâce auquel il gagna le tournoi cette année-là.

## Présidents
- Fred Ridley (2017 - )
- William Porter "Billy" Payne (2006 – 2017)
- William "Hootie" Johnson (1998 – 2006)
- Jack Stephens (1991 – 1998)
- Hord Hardin (1980 – 1991)
- William Lane (1976 – 1980)
- Clifford Roberts (1934 – 1976)

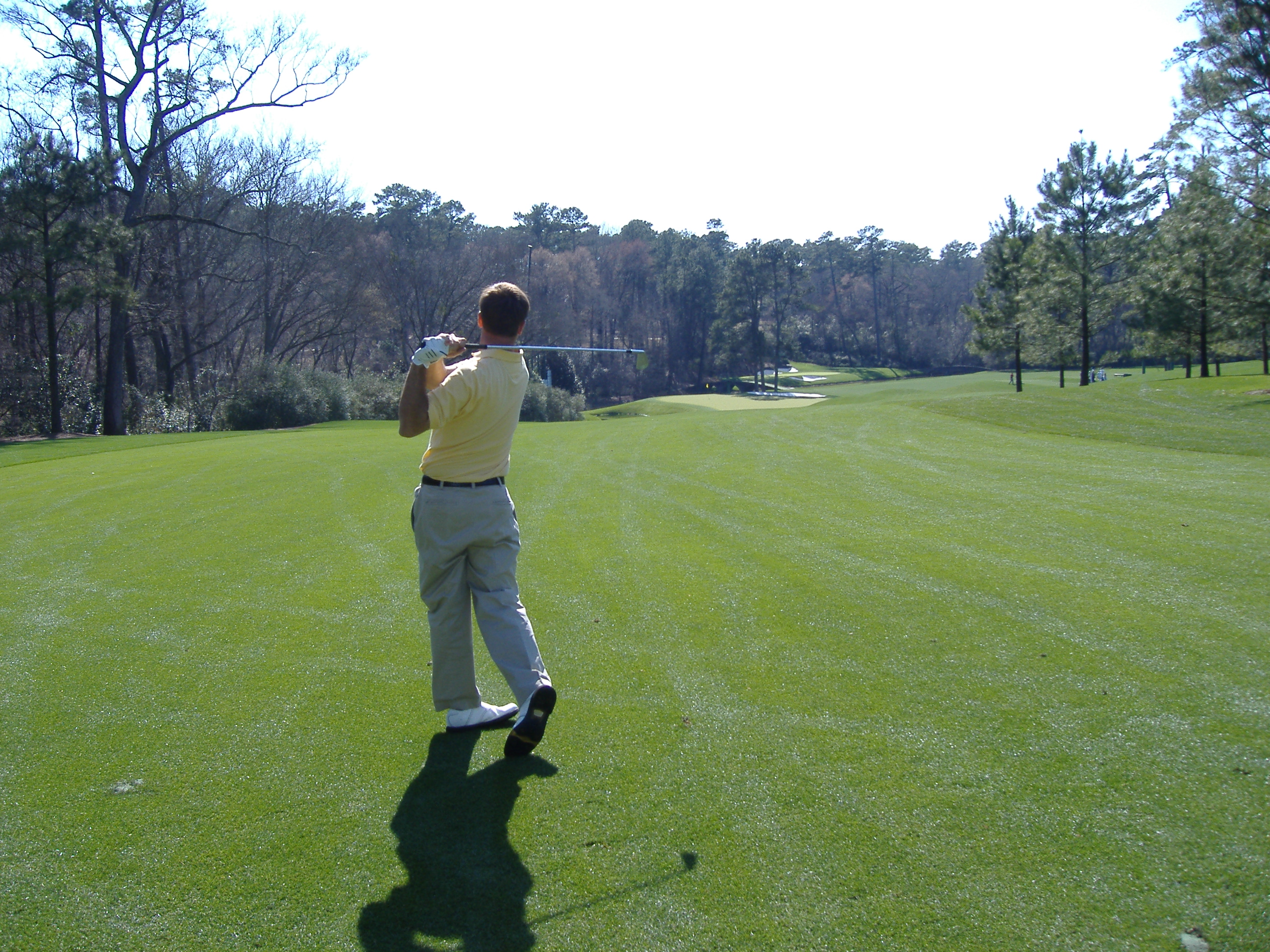
Le fairway du 11e trou à Augusta National
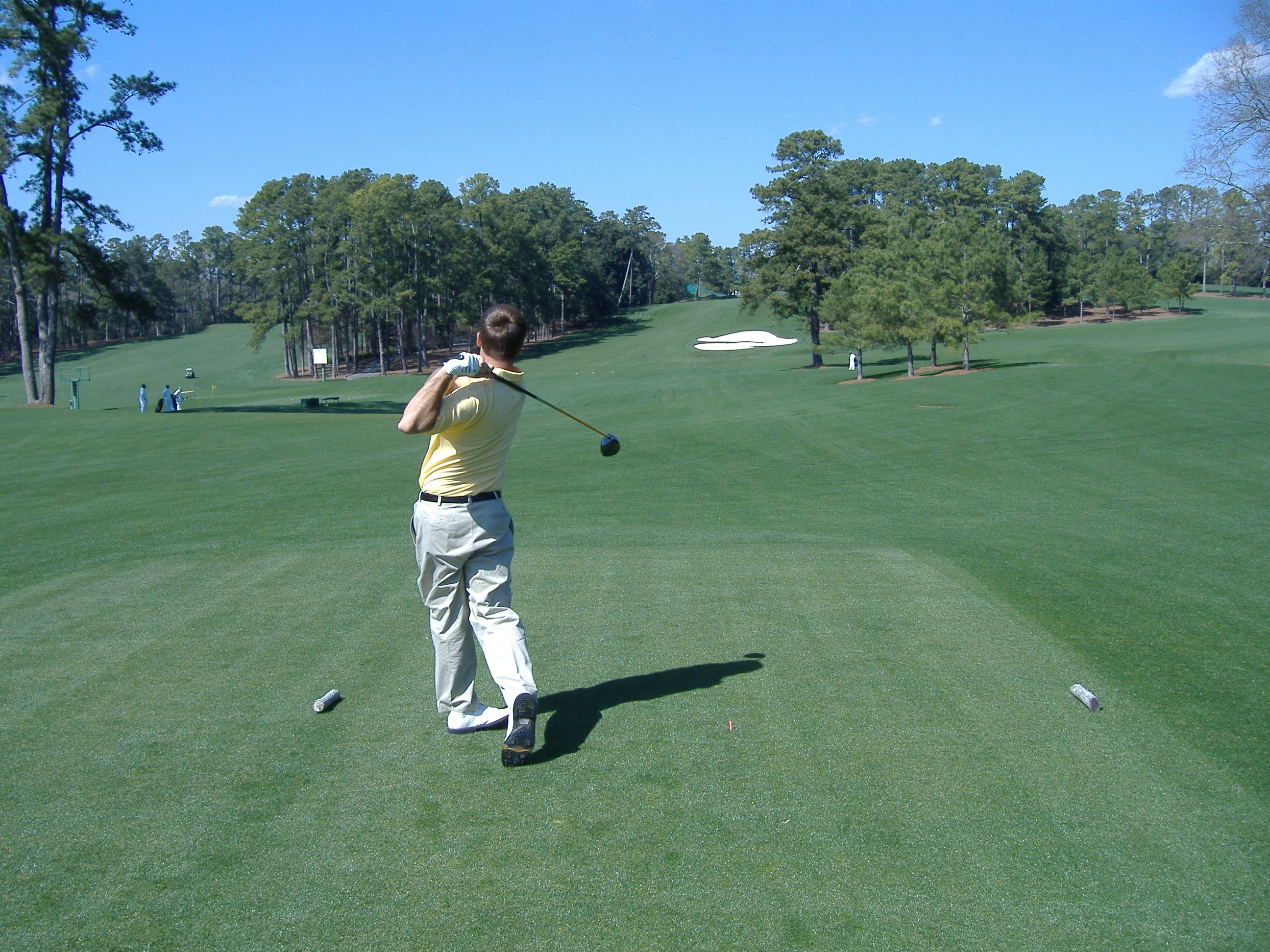
Départ au 8e trou à Augusta National
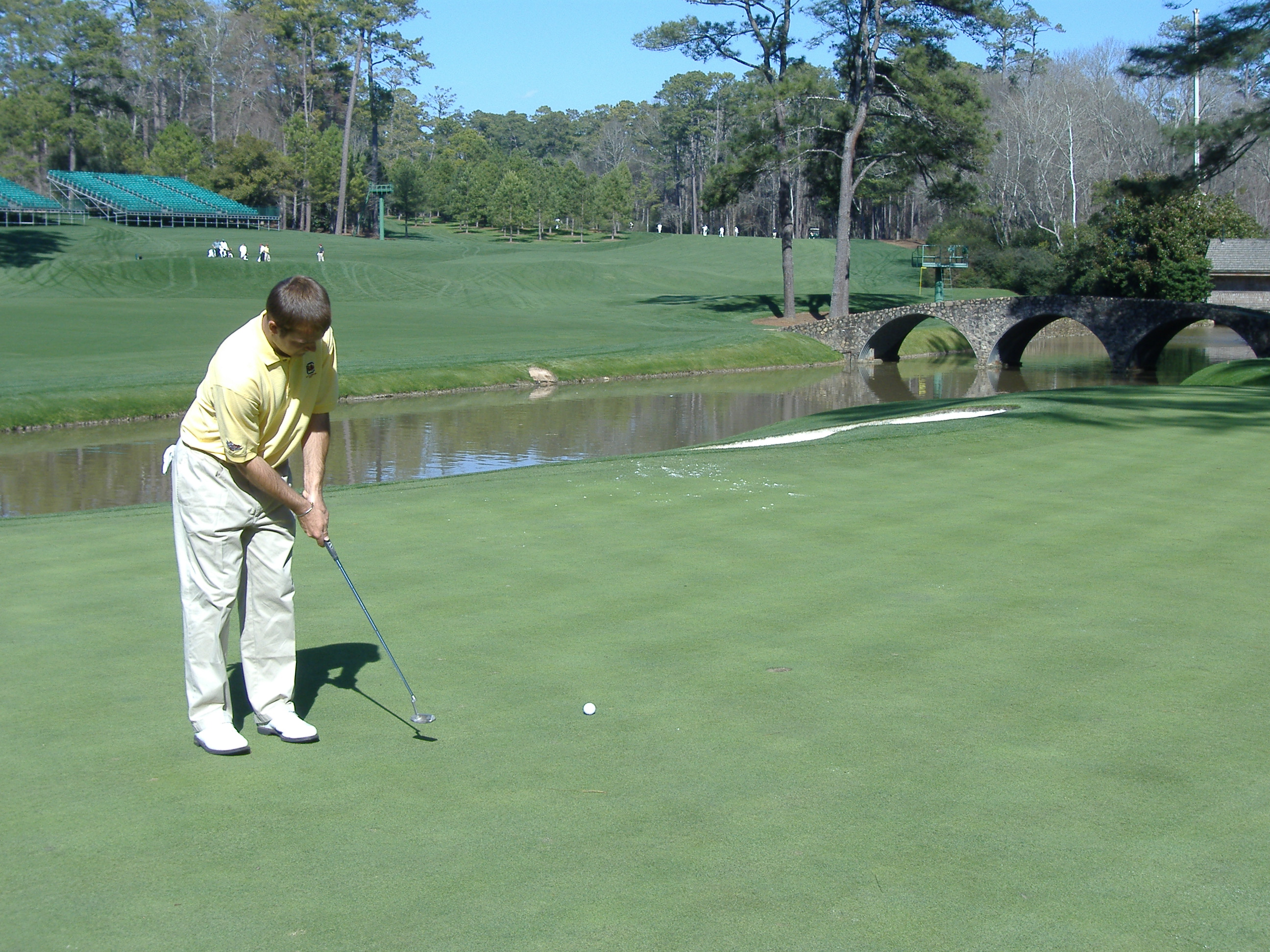
Putter sur le 12e green à Augusta National
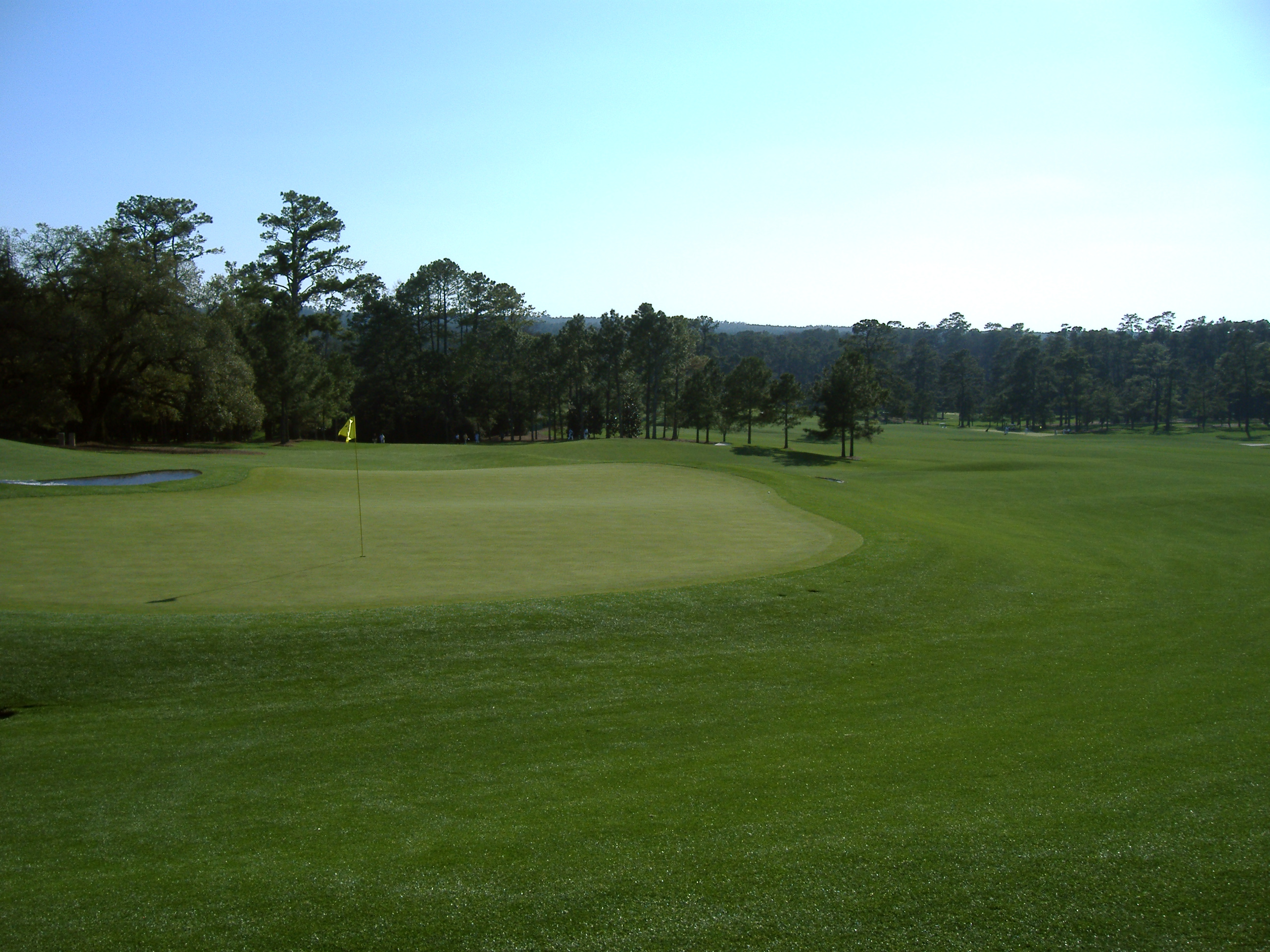
Le 18e trou vu du green

## Adhésion
Augusta National compte environ 300 membres en permanence. Il se dit que les droits d’inscription se situeraient entre 250 000 et 500 000 US$. On ne devient membre que sur invitation et il n’existe pas de procédure permettant à quiconque de solliciter son adhésion.

## Golf: Gentlemen Only Ladies Forbidden
Augusta National fut longtemps un des derniers bastions de la vraie loi (les femmes ralentiraient le jeu). En effet, aucune femme n’en avait jamais été membre, même si des dames ont pu jouer sur le parcours en tant qu’invitées d'un membre. Cette situation fut mise en évidence en 2003 lorsque Martha Burk, présidente du National Council of Women Organisations, a publiquement contesté la position du club. La pression mise sur les commanditaires commerciaux du Masters par la controverse de 2003 avait conduit le Club à se priver volontairement de l’apport financier de la publicité commerciale pour les éditions 2003 et 2004 du tournoi. Un terme a été mis à cette situation en 2008 quand a été accueilli le premier tournoi de la LPGA (Ladies Professional Golf Association).
Ce n'est que depuis août 2012 que l'Augusta National Club n'est plus réservé qu'aux hommes. En effet, le club vient d'admettre comme membres Condoleezza Rice, l'ancienne Secrétaire d'État, et Darla Moore, une femme d'affaires. « Ces deux femmes partagent notre passion pour le golf et sont toutes deux bien connues et respectées dans notre communauté », a déclaré Billy Payne, Président du club. « Ce sera un moment de fierté lorsque nous leur présenterons leurs vestes vertes cet automne ».

## Membres
- Bill Gates, cofondateur et président de Microsoft
- Warren Buffett, homme d’affaires et membre du Forbes 400
- Jack Welch, précédent CEO de General Electric

## La veste verte
Chaque membre d’Augusta National reçoit une veste de sport de couleur verte sur laquelle le logo du club figure sur le côté gauche. L’idée de la veste verte est attribuée au cofondateur du club, Clifford Roberts, qui souhaitait que les mécènes en visite durant le tournoi puissent facilement identifier les membres du club. Le vainqueur de chaque édition du Masters devient un membre honoraire et reçoit également une veste verte qui symbolise sa victoire autant, sinon plus, que le trophée qui lui est attribué. La veste lui est traditionnellement offerte par le vainqueur de l’année précédente.
Elle n’est portée que sur les installations du club. Un vainqueur du tournoi peut porter sa veste en dehors des installations durant l’année qui suit son succès, mais doit ensuite la remettre au club.